# Weitek

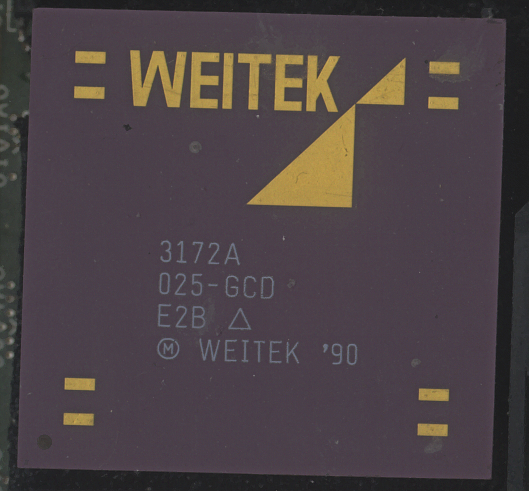
Weitek的3172A浮點運算器，用於昇陽公司的SPARC工作站（SPARCstation）內。

Weitek公司是美國一家無廠半導體業者，該公司最初專注在多種商用微處理器（CPU）的浮點運算單元（FPU）設計，而在1980年初期至中期Weitek公司為平行處理式的超級電腦提供多種高階運算設計。到了1990年初期由於多數的CPU已內建FPU，且基本上FPU功效為免費奉送，這迫使Weitek公司進行一連串的嘗試，嘗試跨進一般用途性的CPU及GPU的市場領域。此後到1995年Weitek近乎停止營運，隨後在1996年由洛克威爾國際（Rockwell International）的半導體系統部門所收購，並快速從市場上消失。

## 浮點協同處理器
Weitek公司於1981年在矽谷聖荷西（San Jose）成立，是由三位自Intel公司離職的台灣工程師：Chi-Shin Wang、Edmund Sun及Godfrey Fong（總裁兼執行長）所共創，初期資金100萬美元，之後第二次募資另獲得300萬美元。
起初Weitek公司為多款電腦系統開發數學用途的协处理器（即：浮點運算器），例如設計與摩托羅拉68000處理器搭配的Weitek 1064；設計與Intel 80286處理器搭配的Weitek 1067；設計與Intel 80386處理器搭配的Weitek 1167，尤其當時Intel在80387浮點運算器的研發大幅落後時，購買i386系統的用戶必須另行購置、裝配Intel以外業者的80387相容運算器，Weitek即是選項之一，其他也可選用Cyrix公司（1996年由國家半導體（National Semiconductor）或C&T公司（Chips and Technologies，1997年由Intel公司收併）的387相容運算器。在Weitek 1167後，同樣的80387運算器接座還可以升級換用Weitek 2167、3167或4167（1992年）等協同處理器。
另外Weitek公司也為MIPS架構設計了搭配的浮點運算器，即是Weitek XL產品線，類似的還有為INMOS的Transputers電腦設計T系列Hypercube的浮點運算系統（1986年）、為NS公司的NS32032電腦設計Encore Multimax的浮點運算系統（1986年），以及為Thinking Machines公司的CM-2電腦設計Weitek 2048的浮點運算系統。
值得注意的是，Weitek公司的浮點運算器／系統之所以能有高速強效表現，原因在於Weitek僅針對單精度（single precision）的浮點運算進行專精、最佳化設計。

## 設計見長，製造見絀
隨著超級電腦需求訂單的增加，Weitek公司逐漸發現他們在晶片製造上有所弱勢，與其他不具晶圓廠業者一樣，在晶片的投產時間、良率成本、供量供價等表現上難以掌握，因此也無法給購買晶片的客戶更確切的交貨承諾。同時Weitek公司在設計上所採行的製程技術也逐漸地過時、老舊。
此問題促使Weitek公司與惠普公司（HP）合作以尋求晶片產製上的強化、改善。合作中Weitek公司可以使用HP公司的新晶圓廠來研製晶片，不過事後證明這項合作對雙方都無益，經過此次合作後HP公司開放其晶圓廠，任何晶片設計業者都能與HP的晶圓廠合作，不再獨厚Weitek公司。
在Weitek與HP合作期間，Weitek的設計技術也用在HP當時最新的PA-RISC運算架構上，HP運用Weitek的技術在其自有的RISC 8200處理器（也稱：PA-8200處理器）中，此外這顆處理器也用在嵌入式系统範疇，譬如用於激光打印机內。

## 相容升級型處理器
到了1980年代後期，Weitek看到了一個市場新機會，開始設計起显示内存（Frame Buffer）晶片，並用於昇陽電腦（Sun Microsystem的工作站內。此後至1990年前期，Weitek公司推出了SPARC POWER µP處理器，名稱中的「µP」原意是「Microprocessor，微處理器」，不過與POWER一字搭配後也有「運算性能提升：POWER UP」的意味。
SPARC POWER µP處理器（編號WTL 8601）在引脚配置上相容於Sun工作站原有機內的SPARC處理器，倘若將原有的SPARC處理器移出並換裝入SPARC POWER µP處理器，如此可讓Sun的SPARCstation 2工作站（運作時脈40MHz）或IPX工作站在整體運算效能上獲得約50%的提升。
之後新款的SPARC POWER µP處理器：WTL 8701採行了倍頻技術（Clock doubling），處理器內的運作頻率是系統電路運作頻率的兩倍快，如此可讓工作站的整體效能獲得約50%—60%的提升，此種倍頻技術能夠使系統電路的設計保持不變而獲得整體性的效能強化，今日幾乎所有的處理器都學仿及採行此種技術。
不過較耐人尋味的，此種倍頻概念並沒有立即延用到後續的SPARC處理器上。

## 高階视频晶片組
有了視訊記憶體歷練後的Weitek公司也將其相關經驗用在1990年代初的PC市場上，對此Weitek公司推出了一系列的高级视频图形阵列（SVGA）多媒體晶片組，此稱為「POWER」系統。
POWER系統晶片組是由二顆晶片所組成，其中一顆負責视频圖像繪製運算，稱為P9000，另一顆負責視訊圖像輸出，稱為VideoPower 5x86。POWER系列獲得許多協力業者（3rd Party）的採用，並用其來製做VESA Local Bus介面的顯示卡。
接在P9000之後的是P9001，P9001改換成PCI介面（1994年後逐漸普及盛行）。P9001獲得Diamond Multimedia公司與Orchid科技公司的顯示卡皆有採用過Wietek公司的視訊晶片組，尤其是用在Diamond多媒體公司的知名顯示卡系列：Viper（毒蛇）上。
Weitek公司在視訊晶片組領域的最後一代產品是P9100，P9100是將過往的Weitek P9001晶片與Weitek 5286晶片兩者集成為一的單晶片，P9100在Intel 80486系統的前期市場中相當成功，不過到了1990年代中期後，由於多家視訊晶片的新業者相繼跨入市場，如S3、凌雲科技（Cirrus Logic）等，使Weitek的高價位視訊晶片（晶片組）逐漸不受青睞。

## 最後一擊：平價型晶片組
Weitek公司的產品向來以高效、高價為取向，不過為了營運求存也不得不致力於低階市場，Weitek再一次（也是最後一次）嘗試進入低階市場的是1995年6月5日所發表的W464晶片組（針對Intel 80486系統）及W564晶片組（針對Intel Pentium系統），W464/W564晶片組的特點即是直接取用部分的系統主記憶體作為視訊記憶體，如此可讓電腦的整體系統成本進一步降低，今日的整合型晶片組（IGP）幾乎都學仿與使用此種架構技術。
然而也因為當時的Rockwell公司需要整合型晶片組的相關技術，致使此後於1996年12月12日對Weitek公司進行收購。

## 註解
1. ↑  今日已分立並改稱成ArvinMeritor公司
2. ↑  今日已分立並改稱成：科勝訊公司（Conexant）

## 外部連結
- Weitek公司網站 （页面存档备份，存于） - 由於公司已停營，因此僅保留停營前的若干資料，多數的網站功能已經失效。（英文）
- Weitek公司相容於Sparc2處理器接座的升級處理器 （英文）
- cpu-collection.de網站：Weitek公司的晶片圖片與資訊 （页面存档备份，存于） （英文）